# Benjamin Boos

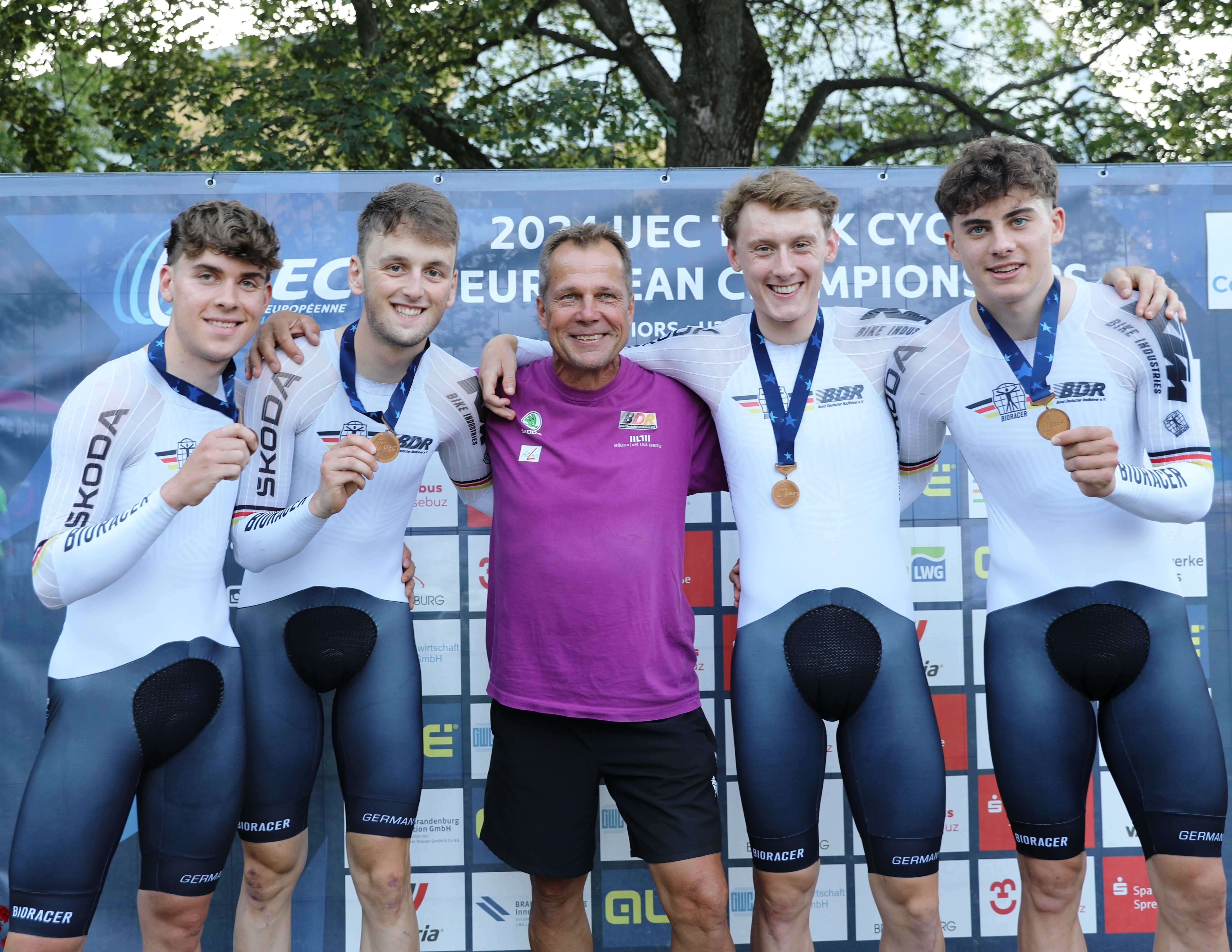
Championnat d'Europe espoirs 2024 (de gauche à droite) : Bruno Keßler, Ben Felix Jochum, l'entraîneur Frank Augustin, Leon Arenz et Benjamin Boos.

Benjamin Boos (né le 7 août 2003 à Singen) est un coureur cycliste allemand. Il participe à des compétitions sur route et sur piste.

## Biographie
À l'âge de neuf ans, Benjamin Boos remporte sa première course cycliste à Steißlingen et rejoint ensuite le RMSV Mühlhausen. 
En 2019, il devient champion d'Allemagne sur route chez les cadets (moins de 17 ans). L'année suivante, il remporte trois médailles aux championnats d'Europe sur piste juniors (moins de 19 ans) à Fiorenzuola d'Arda : l'or en poursuite individuelle, l'argent en poursuite par équipes et le bronze en course à l'américaine. En 2021, il est sacré champion du monde de poursuite par équipes juniors (moins de 19 ans) au Caire avec Ben Felix Jochum, Luis-Joe Lührs, Jasper Schröder et Nicolas Zippan. Sur la course à l'américaine, lui et Nicolas Zippan doivent abandonner la course après une chute alors qu'ils étaient en tête à mi-course. Aux championnats d'Europe juniors, il perd son titre sur la poursuite, battu par l'Italien Samuele Bonetto qui le rattrape en finale. En fin d'année, il est élu Cycliste allemand junior de l'année.
En 2022, il rejoint l'équipe continentale Leopard Pro Cycling, puis signe avec l'équipe Rad-net Oßwald l'année suivante. En 2023, il est champion d'Allemagne de poursuite par équipes et médaillé de bronze de l'américaine aux championnats d'Europe espoirs (moins de 23 ans) avec Tim Torn Teutenberg.
Durant l'été 2024, il est médaillé de bronze de la poursuite par équipes aux championnats d'Europe espoirs, puis décroche deux titres nationaux (poursuite par équipes et course à élimination). En octobre, il participe à ses deuxièmes mondiaux sur piste élites et décroche la médaille de bronze sur la poursuite par équipes,.

## Palmarès sur piste

### Championnats du monde
| Édition / Épreuve       | Poursuite par équipes |
| Le Caire 2021 (juniors) | Or                    |
| Glasgow 2023            | 7e                    |
| Ballerup 2024           | Bronze                |

### Coupe des nations
- 2023
  - 3e de la poursuite par équipes au Caire

### Championnats d'Europe
| Édition / Épreuve                 | Poursuite individuelle | Poursuite par équipes | Américaine |
| Fiorenzuola d'Arda 2020 (juniors) | Or                     | Argent                | Bronze     |
| Apeldoorn 2021 (juniors)          | Argent                 |                       |            |
| Anadia 2023 (espoirs)             |                        | 4e                    | Bronze     |
| Cottbus 2024 (espoirs)            |                        | Bronze                |            |
| Anadia 2025 (espoirs)             |                        | Argent                | Argent     |

### Championnats nationaux
- 2023
  -  Champion d'Allemagne de poursuite par équipes
- 2024
  -  Champion d'Allemagne de poursuite par équipes
  -  Champion d'Allemagne de course à élimination
- 2025
  -  Champion d'Allemagne du scratch

## Distinctions
- Cycliste allemand junior de l'année : 2021